# Глинозёмистый цемент
Глинозёмистый цемент — быстротвердеющее гидравлическое вяжущее вещество; продукт тонкого измельчения клинкера, получаемого обжигом (до плавления или спекания) сырьевой смеси, состоящей из бокситов и известняков. Обжиг и плавление сырьевой смеси производят в доменных, электрических, вращающихся печах или в вагранках. По содержанию Al2O3 в готовом продукте различают обычный Г. ц. (до 55 %) и высокоглинозёмистый цемент (до 70 %). температура плавления сырьевой шихты обычного Г. ц. 1450—1480 °C, высокоглинозёмистого цемента — 1700—1750 °C.